# Tee im Harem des Archimedes
Tee im Harem des Archimedes ist ein französischer Film aus dem Jahr 1985. Regisseur Mehdi Charef adaptierte seinen eigenen Roman über das Leben zweier Jugendlicher in den Pariser Vororten, den Banlieues.

## Handlung
Die Jugendlichen Pat und Madjid leben in den tristen Banlieues der französischen Hauptstadt. Sie sind 17 Jahre, ohne Schulabschluss und arbeitslos. Weiterbildungsmöglichkeiten scheitern bei Pat an dessen mangelndem Interesse. Der arabisch-stämmige Madjid würde gerne Fahrlehrer werden, sieht sich aber einem rassistischen Sachbearbeiter beim Arbeitsamt gegenüber, der ihn nur bei Annahme der französischen Staatsangehörigkeit vermitteln will. So halten sich beide als Kleinkriminelle mit Betrügereien, Zuhälterei, Diebstählen und Raub über Wasser und verbringen ihre Tage ansonsten ziellos.
Pat ist von zu Hause ausgerissen, lebt mit Freunden in den Kellern der Hochhäuser und hat sich mit seinem Schicksal abgefunden. Madjid wohnt bei seiner vielköpfigen Familie, in der seine Mutter zahlreiche Jobs hat, während der Vater traumatisiert ist und nicht mehr spricht. Er ist in Pats Schwester Chantal verliebt, die vorgibt, als Sekretärin zu arbeiten, tatsächlich ihr Geld aber als Prostituierte verdient.
Um die beiden siedeln sich eine Reihe von Charakteren an, die allesamt unter ihrem derzeitigen Leben leiden. Da gibt es einen Drogenabhängigen, der sein Bett nicht mehr verlässt, den alkoholkranken Nachbarn von Madjid, der seine Frau schlägt, die stets betrunkene Prostituierte, die ihr Kind unbeaufsichtigt auf den Spielplatz lässt, um bei den Immigranten anzuschaffen sowie die arbeitslose Frau, die ihr Kind tagsüber bei Madjids Mutter lässt und beinahe einen Selbstmord begeht.
Als der dicke Balou, der früher den Spott der anderen erfuhr und weglief, als reicher Mann mit seinem amerikanischen Schlitten zurückkehrt – mutmaßlich als Krimineller –, schöpft vor allem Pat Hoffnung, dass die Dinge sich ändern könnten und für ihn Hoffnung besteht. Dann stehlen die Freunde der beiden einen Wagen, mit dem sie alle ans Meer fahren wollen, um ihrem Alltag zu entfliehen. Dort am Strand erleben sie nur einen kurzen Augenblick des Glücks. Polizeiwagen erscheinen und Madjid, der die Illusion erkennt, der sich seine Freunde hingeben, wird festgenommen.
Als der Polizeiwagen wegfährt, steht Pat, der zuvor floh und die Verhaftung aus der Ferne miterlebte, am Straßenrand. Der Wagen erreicht ihn und Pat hebt den Arm wie ein Tramper, um neben seinem Freund einzusteigen.

## Titel
Der Titel ergibt sich aus einem Missverständnis in der Physik-Stunde. Balou sollte „le théorème d'Archimède“, den Satz des Archimedes vom Auftrieb schwerer Körper im Wasser, an die Tafel schreiben. Verloren in seiner arabischen Gedankenwelt schrieb er stattdessen den homophonen Begriff „le Thé au harem d'Archimède“ („Tee im Harem des Archimedes“) und kassierte dafür eine Ohrfeige des Lehrers.

## Rezeption
„Sozialer Realismus und Träume verbinden sich zu einem perfekt inszenierten Film in der Tradition der Klassiker des Sujets.“

## Auszeichnungen
Beim Cannes Film Festival gewann der Film 1985 den „Preis des jungen französischen Kinos“.
Im selben Jahr erhielt er zudem den wichtigsten französischen Preis des Independentkinos, den Jean-Vigo-Preis.
1986 gewann Charef den César für das Beste Erstlingswerk, ebenso wurde das Filmplakat prämiert. Kader Boukhanef war als Bester Nachwuchsdarsteller nominiert.
Die Deutsche Film- und Medienbewertung FBW in Wiesbaden verlieh dem Film das Prädikat besonders wertvoll.